# Чемпионат мира по шоссейным велогонкам 1951
24-й чемпионат мира по шоссейному велоспорту проходил в итальянском городе Варезе с 1 по 2 сентября 1951 года. Он стал вторым на территории Италии.
В рамках чемпионата были проведены шоссейные групповые гонки среди мужчин у любителей и профессионалов.

## Призёры
| Велогонка                      | Золото                       | Серебро                 | Бронза                     |
| ------------------------------ | ---------------------------- | ----------------------- | -------------------------- |
| Мужчины                        |                              |                         |                            |
| Групповая гонка. Профессионалы | Фердинанд Кюблер · Швейцария | Фьоренцо Маньи · Италия | Антонио Бевилаква · Италия |
| Групповая гонка. Любители      | Джанни Гидини · Италия       | Рино Бенедетти · Италия | Ян Плантаз · Нидерланды    |

## Медальный зачёт
*   Принимающая страна (Италия)
| Место          | Страна         | Золото | Серебро | Бронза | Всего |
| -------------- | -------------- | ------ | ------- | ------ | ----- |
| 1              | Италия*        | 1      | 2       | 1      | 4     |
| 2              | Швейцария      | 1      | 0       | 0      | 1     |
| 3              | Нидерланды     | 0      | 0       | 1      | 1     |
| Всего стран: 3 | Всего стран: 3 | 2      | 2       | 2      | 6     |

## Галерея
- Призёры среди профессионалов Антонио Бевилаква, Фердинанд Кюблер и Фьоренцо Маньи позируют в радужных майках
- Почтовая марка